# Lew Rahr
Lew Alexandrowitsch Rahr (russisch Лев Александрович Рар; * 30. Septemberjul. / 13. Oktober 1913greg. in Moskau; † 8. November 1980 in Köln) war ein exilrussischer Publizist.

## Herkunft
Rahr entstammte einem baltischen Kaufmannsgeschlecht skandinavischer Herkunft, das dem Stand der Erb-Ehrenbürger des Russischen Reiches (dieser Stand wurde zu Beginn des 20. Jahrhunderts dem Adel gleichgestellt) angehörte. Er war der Sohn des Kaufmanns Alexander Alexandrowitsch Rahr (1885, Moskau – 1952, London) und dessen erster Ehefrau Elisabeth Gautier-Dufayer (1890, Moskau – 27. Juli 1920, Kimry). Alexander Alexandrowitsch Rahr kämpfte als Offizier im Ersten Weltkrieg in der III. Grenadier-Artillerie-Brigade an der Galizienfront. 1919 gehörte er zu einer konspirativen Gruppe von Offizieren, die Verbindung mit den von Süden auf Moskau vorstoßenden Weißen Armeen in Verbindung standen und diese bei der erwarteten Einnahme der Stadt zu unterstützen planten. Nach dem Tode seiner erst dreißigjährigen ersten Frau Elisabeth Gautier-Dufayer im Jahre 1920 nach zehnjähriger Ehe heiratete Rahr im Jahr 1921 die aus dem alten Kaufmannsgeschlecht Judin stammende Natalija Sergejewna (1897–1980), deren Bruder Sergei hochdekorierter Chirurg war.

## Leben
Lew Rahr wurde im von seinem Großvater Lew Gautier-Dufayer (1856–1912) im Jahre 1898 erbauten und seit 1912 seinen Eltern gehörenden Haus (heute befindet sich darin die Botschaft Lettlands) in Moskau geboren.
1924 wurde die Familie Rahr als sogenannter „Klassenfeind“ nach Estland ausgewiesen und siedelte noch im Herbst des Jahres nach Libau in Kurland (Lettland) um, wo Lew Rahr am deutschen Gymnasium das Abitur machte und an der Universität in Riga Ingenieurwesen studierte. Danach arbeitete er als Ingenieur einer lettischen Firma in Riga. In den Jahren 1929–1930 gehörte er der exilrussischen antikommunistischen Bruderschaft der russischen Wahrheit (russisch Братство русской правды) an. Nach der Besetzung Lettlands durch die Rote Armee 1940 gelang der Familie im Rahmen der Umsiedlung von Angehörigen deutscher Minderheiten ins Deutsche Reich (siehe Deutsch-Balten) mit dem letzten von Libau abgehenden Evakuierungsschiff Brake am 5. März 1941 die Flucht nach Deutschland. Sie verdankte das ihrem deutsch klingenden Namen.
1942 kehrte Rahr in das von den Deutschen besetzte Riga zurück und trat dem „Bund russischer Solidaristen“ (Narodno-Trudowoi Sojus – NTS) bei. Diese Organisation hatten Exilrussen im Jahr 1930 in Belgrad zum Kampf für ein freies Russland gegründet; während des deutsch-sowjetischen Krieges unterstützte sie die Russische Befreiungsarmee (ROA) um General Andrei Wlassow. Rahr beteiligte sich an der Rettung sowjetischer Kinder, die nach Strafaktionen der SS in der Sowjetunion, insbesondere in Weißrussland, verwaist waren, und die er erfolgreich zur Adoption durch exilrussische Familien im Baltikum vermitteln konnte.
1944 kehrte er nach Deutschland zurück, wo er als Adjutant General Wlassows mit Oberst Konstantin Kromiadi und dem NTS-Mitglied D. A. Lewizki in der Verwaltungskanzlei des Komitees zur Befreiung der Völker Rußlands arbeitete.
Nach der Besetzung Deutschlands durch die Alliierten wurde er wegen hervorragender Englischkenntnisse von den Briten zum Leiter der Flüchtlingslager „Roosevelt“ in Lehrte und „Colorado“ in Lemgo in der Britischen Besatzungszone ernannt, wo er mit primitiven Mitteln die russischsprachige Zeitschrift Junge Saat (Ws’chody) herausbrachte. Mit anderen Führern des NTS und dem russischen orthodoxen Bischof der Britischen Besatzungszone Bischof Nafanail (Lwow) gelang es ihm, viele russische Flüchtlinge durch Ausstellung falscher Dokumente vor einer Auslieferung durch die Briten an die Sowjetunion zu bewahren.
Seit 1948 arbeitete er in London in der russischsprachigen Redaktion der BBC, leitete die britische Sektion des NTS und gab die russischsprachige Zeitschrift Der Russe (Rossijanin) heraus. Ab 1954 arbeitete er für den NTS in Frankfurt am Main. Von 1955 bis zu seinem Tode war er Mitglied des Exekutivbüros des NTS. 1957 organisierte er in Den Haag den Haager Kongress für die Rechte und Freiheit Russlands. 1959–1961 leitete er von Paris aus die Auslandssektion des NTS. Anschließend arbeitete er mehrere Jahre im konspirativen „geschlossenen Sektor“ des NTS. 1966–1967 leitete er in Frankfurt die exilrussische „Stiftung Freies Russland“ (Fond Swobodnoi Rossii). 1971 bis 1974 war er Chefredakteur der NTS-eigenen Zeitschrift Aussaat (Posew). Von 1976 bis zu seinem Tode war er Direktor des Possev-Verlages in Frankfurt.
1980 sollte er nach London zurückkehren, um dort die operative Abteilung des NTS zu leiten. Er verunglückte jedoch am 7. September 1980 bei einem Verkehrsunfall am Autobahnkreuz Köln-West und erlag am 8. November in einem Krankenhaus in Köln seinen Verletzungen.

## Familie
Am 19. September 1939 heiratete Rahr in Riga Ljudmila Nikolajewna Pawlowskaja (5./18. September 1913, Sankt Petersburg – 5. Juni 1991, London), die Tochter eines Professors der Universität von Sankt Petersburg. Ihre Kinder George (26. April 1941, Lübz – 3. September 2014, Johannesburg) und Elisabeth (geb. 27. Januar 1951 in London-Beckenham) zogen nach dem Tode der Eltern von London nach Johannesburg, wo sie an der Gründung einer russischen orthodoxen Kirchengemeinde mitwirkten und sich in dieser engagierten.
Die Schwester Lew Rahrs Elena (31. Dezember 1910, Moskau – 9. Juli 1955, Casablanca) heiratete 1939 in Libau den lettischstämmigen Roman Martynowitsch Sihle (1900, Odessa – 1971, Köln), den Sohn des Rektors der Rigaer Universität Martin Sihle. 1941 nach Deutschland geflohen, zogen sie 1949 nach Casablanca in Französisch-Marokko, wo Elena nach einer Krankheit verstarb. Ihr Grab ist bis heute auf dem russischen Friedhof in Casablanca erhalten.
Der Bruder Lew Rahrs Gleb Rahr (3. Oktober 1922, Moskau – 3. März 2006, Freising) war ebenfalls im NTS aktiv, arbeitete als Journalist und war als Kirchenhistoriker aktiv in der Russischen Auslandskirche tätig, für deren Wiedervereinigung mit dem Moskauer Patriarchat er sich nach 1990 starkgemacht hatte.

## Werke
- Zeitschrift Junge Saat (Ws’chody) (russ.). 1945–1946.
- Zeitung Der Russe (Rossijanin) (russ.). London 1952–1954.
- Rannie gody (Die frühen Jahre) (russ.). Geschichte des NTS 1924–1948. Possev-Verlag, Frankfurt und Moskau 2003 (2. Auflage), ISBN 978-5-85824-147-8.
- Die durch Wahnsinn Hingerichteten (Kasnimye sumasschestwiem) (russ.). Über die Psychiatriegefängnisse in der UdSSR. Possev-Verlag, Frankfurt 1971.
- Der NTS vor dem Kriege (NTS do woyny) (russ.). Zeitschrift Grani № 47, Frankfurt 1960.